# Entre chien et loup (Chagall)
Pour les articles homonymes, voir Entre chien et loup.
Entre chien et loup est un tableau réalisé par le peintre français Marc Chagall en 1938-1943. Cette huile sur toile représente un peintre baisé par la tête d'une femme devant un paysage urbain enneigé.